# Ropucha zlatá
Ropucha zlatá (Bufo periglenes) byla malá a světlá žába z čeledi ropuchovití. V minulosti obývala v hojném počtu malou oblast nad městem Monteverde v Kostarice. Dnes je již považována za vyhynulou.

## Výskyt a vyhynutí
Ropucha zlatá se vyskytovala v nadmořské výšce přibližně 1 500 m n. m. o rozloze výskytu cca 10 km². Poprvé ji objevil v roce 1966 herpetolog Jay Savage. Od 15. května 1989 nebyl na světě zpozorován ani jeden jedinec tohoto druhu. Podle klasifikace Mezinárodního svazu ochrany přírody je vyhynulým druhem. Její náhlé vymření může být zapříčiněno houbami chytridiomycety nebo rozsáhlou ztrátou přirozeného prostředí způsobenou změnou klimatu.

## Popis
Dospělí samci nebyli delší než 5 cm. U jedinců existoval pohlavní dimorfismus. Samice byly větší než samci a neměly oranžové zbarvení, ale tmavě olivové až černé, s jasně červenými skvrnami ohraničenými žlutou barvou.
Její kůže obsahovala bufotenin, halucinogen, který se řadí mezi tryptaminy. Užívá se kouřením usušené kůže ropuchy nebo olizováním kůže živé žáby. Výměšky obsahují srdeční steroidy, které při vysoké koncentraci v těle může způsobit AIM či srdeční zástavu.

## Chování
O jejich způsobu života není mnoho informací. Žily pravděpodobně pod zemí a většinu roku je nebylo možné zpozorovat. Kvůli vlhkosti tento druh pobýval ve vysokých nadmořských výškách. Byl závislý na srážkách, protože vajíčka kladl do malých vodních nádrží. Pokud byly srážky silné, vajíčka odplavala, pokud bylo zase příliš sucho, nádrže vyschly. Páření probíhalo převážně v dubnu. 2 měsíce po snesení vajec se vylíhli pulci.

## Synonyma
- Inicilus perigles
- Bufo periglenes (Savage, 1967)
- Cranopsis periglenes (Savage, 1967)
- Ollotis periglenes (Savage, 1967)[7]